# PEDRO1週間逃亡生活
「PEDRO1週間逃亡生活」（ペドロいっしゅうかんとうぼうせいかつ）は、PEDROのライブ映像。2020年3月30日にEMI Recordsより発売された。

## 概要
前作『SKYFISH GIRL -THE MOVIE-』から約8か月ぶりの映像作品となる。通常盤DVD / Blu-ray、初回限定盤Blu-ray、UNIVERSAL MUSIC STORE限定盤Blu-rayの4形態で発売された。
DISC1には2021年11月17日に、Zepp Tokyoにて行われた3rdアルバムの収録内容を再現した同名のライブ『後日改めて伺います』が収録されており、DISC2には、YouTuberグループ『だいにぐるーぷ』とのコラボレーション企画『1週間逃亡生活 with PEDRO』を逃亡者アユニ・D視点で再編集したディレクターズカット版が収録されている。
今作はTOWER RECORDSとUNIVERSAL MUSIC STOREのみで販売された。

## 収録内容
【DISC1】
- Live Movie 2021.11.17 Zepp Tokyo 後日改めて伺います

1. 人
2. 魔法
3. 吸って、吐いて
4. ぶきっちょ
5. 死ぬ時も笑ってたいのよ
6. 安眠
7. いっそ僕の知らない世界の道端でのたれ死んでください
8. 万々歳
9. おバカね
10. 雪の街
11. 東京
12. NIGHT NIGHT
13. GALILEO
14. 生活革命
15. 空っぽ人間
16. 自律神経出張中
17. 感傷謳歌
18. 浪漫 (Acoustic Ver)

【DISC2】
- Fantastic Documentary

1. PEDRO1週間逃亡生活
  - 出演者
    - 逃亡者：アユニ・D
    - 捜査班：だいにぐるーぷ
      - 捜査本部：岩田涼太(指揮官)・飯野太一(情報分析官)
      - 実働部隊：土井谷誠一・加藤翔・西尾知之・須藤祥

  - 共通ルール
    - 実施日時：2021年11月15日〜11月21日・8時から20時まで（逃亡者アユニ・Dが逮捕された時点で企画終了）
    - 逃走・追跡範囲：日本国内
    - 移動資金・手段：無制限
    - 20時以降の移動・追跡・逮捕は禁止。但し20時を跨がる公共交通機関の利用は可能とし、翌日は到着地からスタート。

  - 逃亡者側ルール
    - 勝利条件：期間内に、タワーレコード全国69店舗中、10店舗に訪問した後、サッポロファクトリーへ向かう事。

  - 捜査班側ルール
    - 勝利条件：視聴者から提供された情報を基に、アユニ・Dをサッポロファクトリー到着までに逮捕すること。